# Temporada 1998-99 de los New York Knicks
La temporada 1998-99 fue la quincuagésimo tercera de los New York Knicks en la NBA. La temporada regular acabó con 27 victorias y 23 derrotas, ocupando el octavo puesto de la conferencia, clasificándose para los playoffs, donde cayeron en las Finales ante los San Antonio Spurs. Debido a un cierre patronal, la temporada regular comenzó el 5 de febrero de 1999 y se redujo de 82 partidos a 50.

## Elecciones en el Draft
| Ronda | Puesto | Jugador         | Posición  | Nacionalidad   | Universidad |
| ----- | ------ | --------------- | --------- | -------------- | ----------- |
| 2     | 38     | DeMarco Johnson | Ala-Pívot | Estados Unidos | Charlotte   |
| 2     | 44     | Sean Marks      | Ala-Pívot | Nueva Zelanda  | California  |

## Temporada regular
| División Atlántico   | División Atlántico | División Atlántico | División Atlántico | División Atlántico | División Atlántico | División Atlántico | División Atlántico | División Atlántico |
| Equipo               | G                  | P                  | %                  | PD                 | Casa               | Fuera              | Div                |                    |
| -------------------- | ------------------ | ------------------ | ------------------ | ------------------ | ------------------ | ------------------ | ------------------ | ------------------ |
| c-Miami Heat         | 33                 | 17                 | .660               | –                  | 18-7               | 15–10              | 12-8               |                    |
| x-Orlando Magic      | 33                 | 17                 | .660               | –                  | 21–4               | 12–13              | 12-6               |                    |
| x-Philadelphia 76ers | 28                 | 22                 | .560               | 5                  | 17–8               | 11–14              | 9–10               |                    |
| x-New York Knicks    | 27                 | 23                 | .540               | 6                  | 19-6               | 8–17               | 12–8               |                    |
| Boston Celtics       | 19                 | 31                 | .380               | 14                 | 10–15              | 9–16               | 10–9               |                    |
| Washington Wizards   | 18                 | 32                 | .360               | 15                 | 13–12              | 5–20               | 6–13               |                    |
| New Jersey Nets      | 16                 | 34                 | .320               | 17                 | 12–13              | 4–21               | 6–13               |                    |

## Playoffs

### Primera ronda
Miami Heat  vs. New York Knicks
| Fecha      | Partido                             | Ciudad     |
| ---------- | ----------------------------------- | ---------- |
| 8 de mayo  | Miami Heat 75, New York Knicks 95   | Miami      |
| 10 de mayo | Miami Heat 83, New York Knicks 73   | Miami      |
| 12 de mayo | New York Knicks 97, Miami Heat 73   | Nueva York |
| 14 de mayo | New York Knicks 72, Miami Heat 87   | Nueva York |
| 16 de mayo | Miami Heat 77, New York Knicks 78   | Miami      |
|            | New York Knicks gana las series 3-2 |            |

### Semifinales de Conferencia
Atlanta Hawks vs. New York Knicks
| Fecha      | Partido                               | Ciudad     |
| ---------- | ------------------------------------- | ---------- |
| 18 de mayo | Atlanta Hawks 92, New York Knicks 100 | Atlanta    |
| 20 de mayo | Atlanta Hawks 70, New York Knicks 77  | Atlanta    |
| 23 de mayo | New York Knicks 90, Atlanta Hawks 78  | Nueva York |
| 24 de mayo | New York Knicks 79, Atlanta Hawks 66  | Nueva York |
|            | New York Knicks gana las series 4-0   |            |

### Finales de Conferencia
Indiana Pacers vs. New York Knicks
| Fecha       | Partido                                | Ciudad       |
| ----------- | -------------------------------------- | ------------ |
| 30 de mayo  | Indiana Pacers 90, New York Knicks 93  | Indianapolis |
| 1 de junio  | Indiana Pacers 88, New York Knicks 86  | Indianapolis |
| 5 de junio  | New York Knicks 92, Indiana Pacers 91  | Nueva York   |
| 7 de junio  | New York Knicks 78, Indiana Pacers 90  | Nueva York   |
| 9 de junio  | Indiana Pacers 94, New York Knicks 101 | Indianapolis |
| 11 de junio | New York Knicks 90, Indiana Pacers 82  | Nueva York   |
|             | New York Knicks gana las series 4-2    |              |

### Finales de la NBA
San Antonio Spurs vs. New York Knicks
| Fecha       | Partido                                  | Ciudad      |
| ----------- | ---------------------------------------- | ----------- |
| 16 de junio | San Antonio Spurs 89, New York Knicks 77 | San Antonio |
| 18 de junio | San Antonio Spurs 80, New York Knicks 67 | San Antonio |
| 21 de junio | New York Knicks 89, San Antonio Spurs 81 | Nueva York  |
| 23 de junio | New York Knicks 89, San Antonio Spurs 96 | Nueva York  |
| 25 de junio | New York Knicks 77, San Antonio Spurs 78 | Nueva York  |
|             | San Antonio Spurs gana las finales 4-1   |             |

## Estadísticas

### Temporada regular
| Jugador          | PJ | PT | MPP  | %TC  | %3P  | %TL   | RPP | APP | ROB | TPP | PPP  |
| ---------------- | -- | -- | ---- | ---- | ---- | ----- | --- | --- | --- | --- | ---- |
| Patrick Ewing    | 38 | 38 | 34.2 | .435 | .000 | .706  | 9.9 | 1.1 | 0.8 | 2.6 | 17.3 |
| Latrell Sprewell | 37 | 4  | 33.3 | .415 | .273 | .812  | 4.2 | 2.5 | 1.2 | 0.1 | 16.4 |
| Allan Houston    | 50 | 50 | 36.3 | .418 | .407 | .862  | 3.0 | 2.7 | 0.7 | 0.2 | 16.3 |
| Larry Johnson    | 49 | 48 | 33.4 | .459 | .359 | .817  | 5.8 | 2.4 | 0.7 | 0.2 | 12.0 |
| Kurt Thomas      | 50 | 44 | 23.6 | .462 | .000 | .611  | 5.7 | 1.1 | 0.9 | 0.3 | 8.1  |
| Charlie Ward     | 50 | 50 | 31.1 | .404 | .356 | .705  | 3.4 | 5.4 | 2.1 | 0.2 | 7.6  |
| Marcus Camby     | 46 | 0  | 20.5 | .521 | .    | .553  | 5.5 | 0.3 | 0.6 | 1.6 | 7.2  |
| Chris Childs     | 48 | 0  | 27.0 | .427 | .383 | .821  | 2.8 | 4.0 | 0.9 | .   | 6.8  |
| Dennis Scott     | 15 | 0  | 13.7 | .304 | .276 | .250  | 1.3 | 0.5 | 0.2 | 0.1 | 2.9  |
| Chris Dudley     | 46 | 16 | 14.9 | .440 | .    | .475  | 4.2 | 0.2 | 0.3 | 0.8 | 2.5  |
| Ben Davis        | 8  | 0  | 2.6  | .412 | .    | .500  | 1.4 | 0.4 | .   | .   | 2.2  |
| Herb Williams    | 6  | 0  | 5.7  | .500 | .    | 1.000 | 1.0 | .   | .   | 0.3 | 1.7  |
| Rick Brunson     | 17 | 0  | 5.6  | .286 | .000 | .278  | 0.6 | 1.1 | 0.5 | .   | 1.0  |
| David Wingate    | 20 | 0  | 4.6  | .438 | .    | .     | 0.4 | 0.3 | 0.2 | .   | 0.7  |

### Playoffs
| Jugador          | PJ | PT | MPP  | %TC  | %3P  | %TL   | RPP | APP | ROB | TPP | PPP  |
| ---------------- | -- | -- | ---- | ---- | ---- | ----- | --- | --- | --- | --- | ---- |
| Latrell Sprewell | 20 | 8  | 37.2 | .419 | .160 | .850  | 4.8 | 2.2 | 1.0 | 0.3 | 20.4 |
| Allan Houston    | 20 | 20 | 39.2 | .443 | .250 | .883  | 2.7 | 2.6 | 0.4 | 0.1 | 18.5 |
| Patrick Ewing    | 11 | 11 | 31.5 | .430 | .    | .778  | 8.7 | 0.5 | 0.6 | 0.7 | 13.1 |
| Larry Johnson    | 20 | 20 | 34.2 | .426 | .293 | .674  | 4.9 | 1.6 | 1.1 | 0.1 | 11.5 |
| Marcus Camby     | 20 | 3  | 25.5 | .566 | .000 | .616  | 7.7 | 0.3 | 1.2 | 1.9 | 10.4 |
| Kurt Thomas      | 20 | 12 | 21.0 | .381 | .    | .696  | 5.5 | 0.4 | 0.8 | 0.6 | 5.3  |
| Chris Childs     | 20 | 0  | 24.7 | .355 | .321 | .731  | 2.4 | 3.7 | 0.7 | 0.1 | 4.7  |
| Charlie Ward     | 20 | 20 | 24.7 | .366 | .321 | .750  | 2.3 | 3.8 | 1.8 | 0.2 | 4.6  |
| Chris Dudley     | 18 | 6  | 16.3 | .421 | .    | .393  | 4.6 | 0.3 | 0.5 | 0.4 | 2.4  |
| Rick Brunson     | 9  | 0  | 2.0  | .400 | .    | 1.000 | 0.1 | 0.2 | .   | .   | 0.7  |
| Herb Williams    | 8  | 0  | 2.0  | .200 | .    | .     | 0.4 | .   | .   | .   | 0.3  |